# Mario Demuru Zidda
Mario Demuru Zidda (Torpè, 23 dicembre 1945) è un politico italiano.

## Biografia
Nato a Brunella, frazione di Torpè, nel 1945, fu abbandonato dalla madre e trascorse i primi venti mesi di vita all'orfanotrofio femminile "San Giuseppe" di padre Gavino Lai, finché non venne adottato da Pasqua (1906–1979) e Caterina Zidda (1908–2003), due sorelle di Orune che gestivano un piccolo negozio di alimentari a Nuoro.
Dal maggio 2000 al maggio 2010 è stato sindaco di Nuoro alla guida di una giunta di centro-sinistra.
Nel 2015 è stato nominato presidente del Consorzio universitario nuorese.